# سعيد اشتية
سعيد اشتية (1981-) أسير فلسطيني من مواليد مدينة سلفيت، إعتقلته سلطات الإحتلال بتاريخ 15 آب 2002، بتهمة إنتمائه ونشاطه في كتائب شهداء الأقصى، وضلوعه في تنفيذ عمليات ألحقت قتلى في صفوف الاحتلال.وحكم عليه بالسجن المؤبد المكرر مرتين، إضافة إلى 15 عاما أخرى.

## حياته
ولد سعيد موسى ذيب اشتية في 16 تمّوز 1981 لأسرة مزارعة، درس المرحلة الأسياسية والثانوية في مدارس محافظة سلفيت والتحق بجامعة القدس المفتوحة لدارسة العلوم السياسية قبل إعتقاله، وكان يعمل في جهاز حرس الرئاسة الفلسطيني. تنقل بين عدة سجون خلال سنوات إعتقاله الطويلة وهو الآن يقبع في سجن هداريم الإسرائيلي. وبسبب القوانين التعسفية حرم من حقه في إلقاء نظرة الوداع الأخيرة على والده وشقيقته اللذان توفيا وهو داخل الأسر. ينشط داخل الحركة الاسيرة ضمن كادر حركة فتح ويعتبر الأسير اشتية السجين الذي يقضي أطول فترة إعتقال من مدينة سلفيت حاليا. واصل تعليمه الجامعي من داخل السجن في تخصص العلوم السياسية .